# Teatro-Cine Cardenio
El Teatro-Cine Cardenio es un edificio construido a comienzos de la segunda mitad del siglo XX, ubicado en la calle Enrique Villegas Vélez de la ciudad de Ayamonte, en España. Constituye el único cine y teatro con el que cuenta Ayamonte desde su construcción, una vez desaparecidos el cine "Salón de Ayamonte", el "Creoli Cinema" y el "Teatro Ibérico". En la actualidad es propiedad del Ayuntamiento de Ayamonte, que acometió una rehabilitación completa del inmueble iniciada el 19 de junio de 2000. La inauguración de las obras se produjo el 15 de febrero de 2001.
En los últimos años cuenta con una programación cultural estable en la que destacan la música, el teatro, la danza y por supuesto también sirve como escenario a actividades populares. Por las tablas del Cardenio han pasado figuras de la lírica como Montserrat Caballé, Bárbara Hendrich o José Carreras; compañías de teatro como La Cubana, Los Ulen o la Tarasca; orquestas como la Sinfónica de Berlín, la Nacional de Cuba o la Orquesta de Cámara de Viena; solistas de prestigio como Sokolov, María Joao Pires o Mischa Maisky; y otras figuras como Joan Manuel Serrat, Raphael, Arturo Pareja Obregón...
Desde el año 2002 es la sede donde se pronuncia el pregón de Semana Santa organizado por la Agrupación de Cofradías de la ciudad.
El gran acontecimiento popular que acoge cada año es el Concurso de Agrupaciones de Carnaval. Ayamonte cuenta con el único concurso de Andalucía de carácter local, donde cada año un considerable número de comparsas, chirigotas e incluso un coro cantan a ritmo carnavalero coplillas con temática local. Mientras los grupos cantan en el escenario del Cardenio, la puerta del teatro y las zonas aledañas reúnen a un gran número de personas disfrazadas que dan auténtico sabor carnavalero a la ciudad de Ayamonte.